# Rouet (Hérault)
Rouet é uma comuna francesa na região administrativa de Occitânia, no departamento de Hérault. Estende-se por uma área de 24,77 km². Em 2010 a comuna tinha 68 habitantes (densidade: 2,7 hab./km²).